# Reign of Fear
Reign of Fear debitantski je studijski album njemačkog heavy metal sastava Rage. Album je 12. svibnja 1986. objavila diskografska kuća Noise Records. Album je ponovno objavljen 2002. s novom naslovnicom i pet novih pjesama.

## Popis pjesama
| 1. | »Scared to Death« | 4:31 |
| 2. | »Deceiver«        | 3:32 |
| 3. | »Reign of Fear«   | 3:57 |
| 4. | »Hand of Glory«   | 3:22 |
| 5. | »Raw Energy«      | 3:22 |

| Strana B | Strana B         | Strana B | Strana B | Strana B | Strana B | Strana B | Strana B | Strana B | Strana B |
| Br.      | Skladba          | Trajanje |          |          |          |          |          |          |          |
| -------- | ---------------- | -------- | -------- | -------- | -------- | -------- | -------- | -------- | -------- |
| 6.       | »Echoes of Evil« | 4:42     |          |          |          |          |          |          |          |
| 7.       | »Chaste Flesh«   | 4:47     |          |          |          |          |          |          |          |
| 8.       | »Suicide«        | 3:56     |          |          |          |          |          |          |          |
| 9.       | »Machinery«      | 6:15     |          |          |          |          |          |          |          |
| 38:24    |                  |          |          |          |          |          |          |          |          |

## Zasluge
Rage
- Peter "Peavy" Wagner – vokali, bas-gitara, akustična gitara
- Jochen Schröder – gitara
- Thomas Grüning – gitara
- Jörg Michael – bubnjevi

Ostalo osoblje
- Ralph "Ralf" Hubert – produkcija
- Phil Lawvere – omot albuma
- Fred Baumgart	– fotografije
- Karl-U. Walterbach – inženjer zvuka
- Def – inženjer zvuka, uzorci
- Marisa Jacobi	– grafički dizajn